# Граф Эррол
Граф Эррол (англ. Earl of Erroll) — один из старейших дворянских титулов Шотландии. Создан 17 марта 1452 года для Уильяма Хэя (1423—1462). До 1913 года резиденцией графа служил замок Слэйнс в Абердиншире.

## Графы Эррол

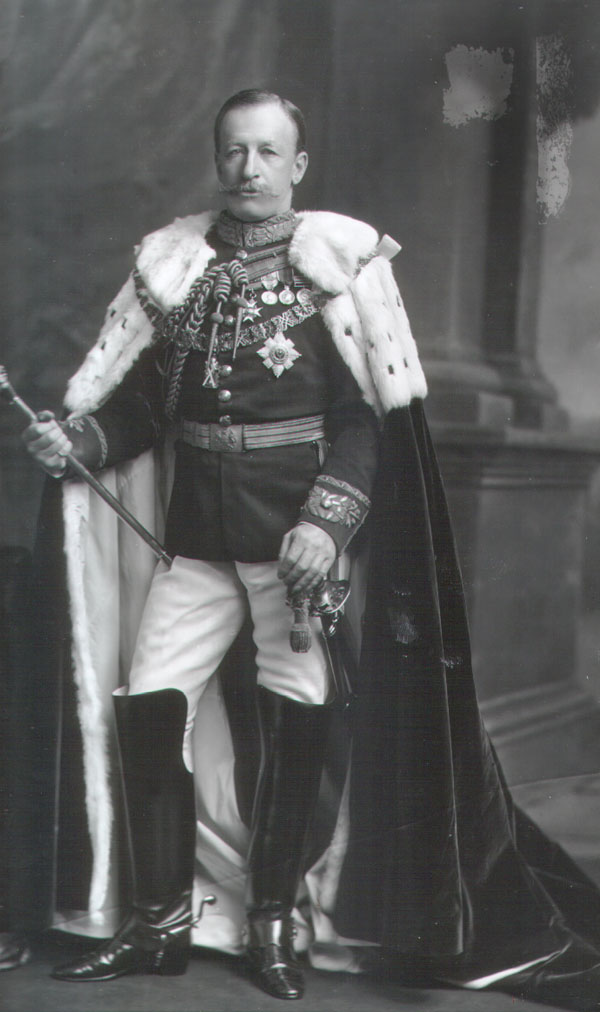
Чарльз Гор Хэй, 20-й граф Эррол (1852—1927), фотография 28 октября 1902 года

- Уильям Хэй, 1-й граф Эррол (1423 — октябрь 1462), старший сын Гилберта Хэя (ум. 1436) и Элис Хэй;
- Николас Хэй, 2-й граф Эррол (ок. 1436—1470), старший сын предыдущего и Беатрис Дуглас;
- Уильям Хэй, 3-й граф Эррол (ок. 1449 — 14 января 1507), второй сын 1-го графа Эррола от брака с Беатрис Дуглас;
- Уильям Хэй, 4-й граф Эррол (1470 — 9 сентября 1513), старший сын предыдущего и Изабеллы Гордон;
- Уильям Хэй, 5-й граф Эррол (ок. 1495 — 28 июля 1522), единственный сын предыдущего и Кристиан Лайон;
- Уильям Хэй, 6-й граф Эррол (1521 — 11 апреля 1541), сын и преемник предыдущего;
- Джордж Хэй, 7-й граф Эррол (ок. 1508 — 30 января 1573), сын Томаса Хэя (ум. 1513) и внук 3-го графа Эррола;
- Эндрю Хэй, 8-й граф Эррол (ок. 1531 — 8 октября 1585), старший сын предыдущего;
- Фрэнсис Хэй, 9-й граф Эррол (30 апреля 1564 — 16 июля 1631), второй сын предыдущего;
- Уильям Хэй, 10-й граф Эррол (до 1597 — 7 декабря 1636), старший сын предыдущего;
- Гилберт Хэй, 11-й граф Эррол (13 июня 1631 — октябрь 1674), старший сын предыдущего;
- Джон Хэй, 12-й граф Эррол (ум. 30 декабря 1704), сын сэра Эндрю Хэя и правнук 8-го графа Эррола;
- Чарльз Хэй, 13-й граф Эррол (1677 — 13 октября 1717), старший сын предыдущего;
- Мэри Хэй, 14-я графиня Эррол (ум. 19 августа 1758), старшая дочь 12-го графа Эррола;
- Джеймс Хэй, 15-й граф Эррол (20 апреля 1726 — 3 июля 1778), младший сын Уильяма Бойда, 4-го графа Килмарнока (1705—1746), и Энн Ливингстон (ум. 1747) — дочери Маргарет Хэй, дочери 12-го графа Эррола;
- Джордж Хэй, 16-й граф Эррол (1767—1798), старший сын предыдущего;
- Уильям Хэй, 17-й граф Эррол (12 марта 1772 — 26 января 1819), второй сын 15-го графа Эррола;
- Уильям Джордж Хэй, 18-й граф Эррол (21 февраля 1801 — 19 апреля 1846), второй сын предыдущего;
- Уильям Гарри Хэй, 19-й граф Эррол (3 мая 1823 — 3 декабря 1891), единственный сын предыдущего;
- Чарльз Гор Хэй, 20-й граф Эррол (7 февраля 1852 — 8 июля 1927), сын и преемник предыдущего;
- Виктор Александр Серельд Хэй, 21-й граф Эррол (17 октября 1876 — 20 февраля 1928), старший сын предыдущего;
- Хэй, Джослин, 22-й граф Эррол (11 мая 1901 — 24 января 1941), старший сын предыдущего;
- Диана Дениз Хэй, 23-я графиня Эррол (5 июня 1926 — 16 мая 1978), единственная дочь предыдущего;
- Мерлин Серельд Виктор Гилберт Монкрифф Хэй, 24-й граф Эррол (род. 20 апреля 1948), старший сын Дианы Хэй и Иэна Монкриффа (1919—1985);
  - Наследник: Гарри Томас Уильям Хэй, лорд Хэй (род. 8 августа 1984), старший сын предыдущего.